# Saint-Antoine-de-Tilly
Saint-Antoine-de-Tilly è un comune del Canada, situato nella provincia del Québec, nella regione di Chaudière-Appalaches.